# Léandre Bizagwira
Léandre Bizagwira (9 giugno 1981) è un ex calciatore ruandese, di ruolo difensore.

## Carriera

### Club
Ha sempre giocato nel campionato ruandese.

### Nazionale
Con la Nazionale del suo paese ha preso parte alla Coppa d'Africa 2004.